# Schronisko obok Ruin Zamku w Ogrodzieńcu Drugie
Schronisko obok Ruin Zamku w Ogrodzieńcu Drugie – jaskinia we wsi Podzamcze, w województwie śląskim, w powiecie zawierciańskim, w gminie Ogrodzieniec. Znajduje się w skale w odległości 25 m na wschód od wschodniego narożnika murów zamkowych. Wspinacze skalni nadali tej skale nazwę Okiennik. Są to tereny Wyżyny Częstochowskiej wchodzącej w skład Wyżyny Krakowsko-Częstochowskiej.

## Opis obiektu
Schronisko ma postać dużego okna skalnego. Od północnej strony znajduje się duży otwór na wysokości około 5 m, ale jest łatwo dostępny, gdyż skały tworzą tutaj skalną pochylnię i łatwy do pokonania próg. Od północnej strony natomiast schronisko ma dwa mniejsze otwory znajdujące się wysoko w pionowej ścianie o wysokości około 15 m.
Schronisko jest niewielką pozostałością kanału pochodzenia freatycznego przeciętego szczeliną. Świadczą o tym pozostałości niewielkich kotłów wirowych na jego ścianach. Jest przewiewne  i w całości widne. Jego dno tworzy lita skała, a strop pokrywają czarne naskorupienia. Nacieków brak. Jego ściany nie są obrośnięte roślinami, zwierząt nie obserwowano.

## Historia poznania i dokumentacji
Obok schroniska prowadzi Szlak Orlich Gniazd. Schronisko jest doskonale widoczne, znane od dawna i często odwiedzane. W 1986 roku M. Szelerewicz i A. Górny wymienili go w rejestrze jaskiń. W 2010 r. A. Polonius sporządził jego plan.

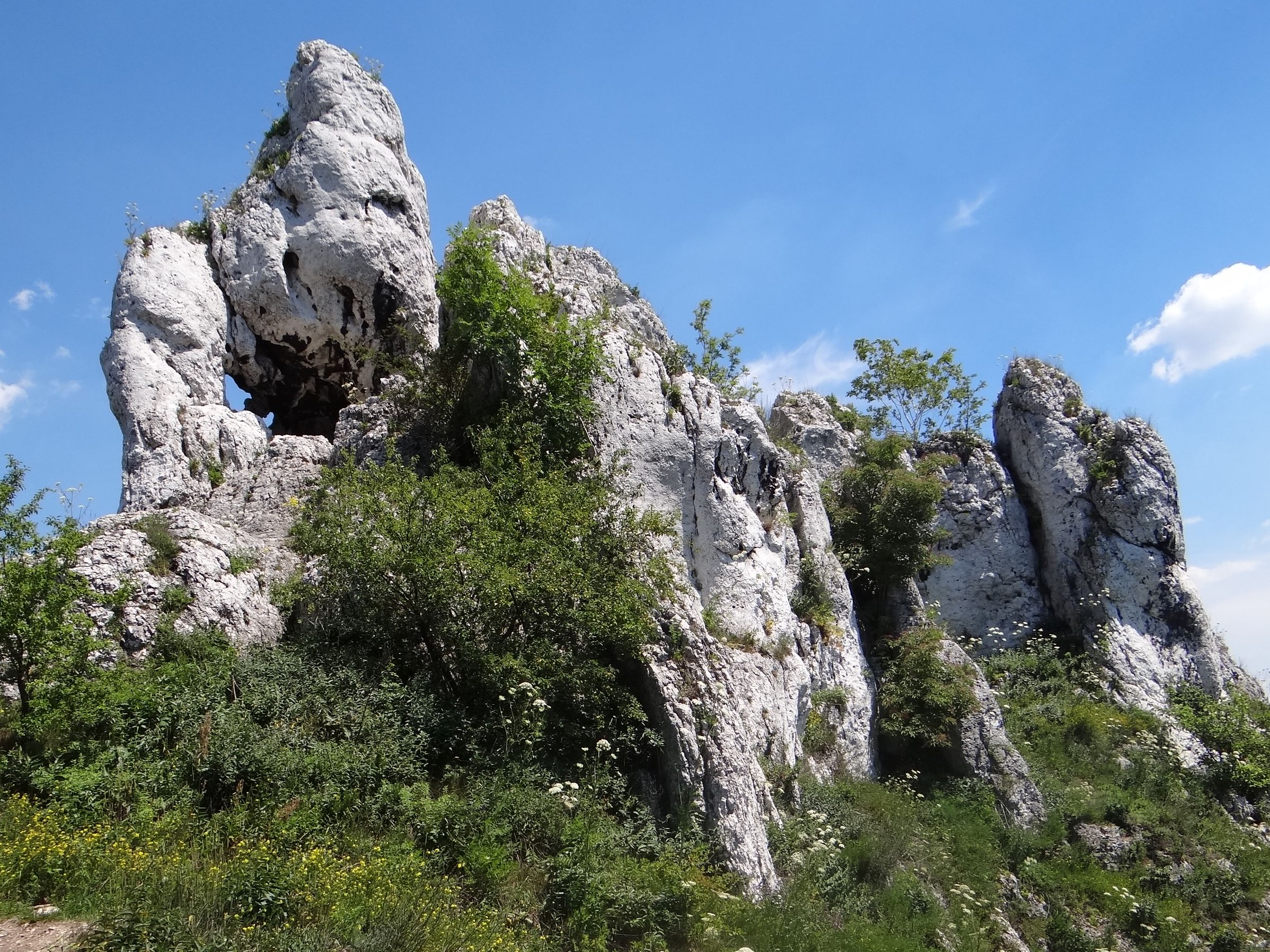
Okiennik z południowym otworem schroniska pod szczytem